# Rio Camăr
O Rio Camăr é um rio da Romênia, afluente do Bucmer, localizado no distrito de Sălaj e Bihor.